# Candida silvicultrix
Candida silvicultrix är en svampart som beskrevs av Van der Walt, D.B. Scott & Klift 1972. Candida silvicultrix ingår i släktet Candida, ordningen Saccharomycetales, klassen Saccharomycetes, divisionen sporsäcksvampar och riket svampar.   Inga underarter finns listade i Catalogue of Life.